# Magdalena Łazarkiewicz
Magdalena Łazarkiewicz, nhũ danh Holland (sinh ngày 6 tháng 7 năm 1954 tại Warsaw) là một đạo diễn và nhà biên kịch người Ba Lan.

## Tiểu sử
Magdalena Łazarkiewicz là con gái của chính trị gia người Ba Lan gốc Do Thái Henryk Holland và nhà báo Irena Rybczyńska-Holland. Bà tốt nghiệp chuyên ngành văn hoá tại Đại học Wrocław và tốt nghiệp chuyên ngành phát thanh và truyền hình tại Đại học Silesia ở Katowice.
Magdalena Łazarkiewicz là em gái của đạo diễn Agnieszka Holland và là dì của họa sĩ kịch bản phân cảnh Katarzyna Adamik. Bà kết hôn và chung sống với đạo diễn Piotr Łazarkiewicz cho tới khi ông qua đời vào năm 2008. Cặp đôi có với nhau hai người con là nhà soạn nhạc Antoni Komasa-Łazarkiewicz và Gabriela Łazarkiewicz.

## Thành tích nghệ thuật
- 2011 – Głęboka Woda (sê-ri phim truyền hình)
- 2010 – Maraton Tańca (Dance Marathon)
- 2006–2007 – Ekipa (sê-ri phim truyền hình)
- 2001–2002 – Marzenia do spełnienia (sê-ri phim truyền hình)
- 1999 – Na koniec świata (The End of the World)
- 1997 – Drugi brzeg
- 1995 – Odjazd (Departure) - sê-ri phim truyền hình, đồng đạo diễn với Piotr Łazarkiewicz
- 1992 – Białe małżeństwo (White Marriage)
- 1991 – Odjazd (Departure) – đồng đạo diễn với Piotr Łazarkiewicz
- 1989 – Ostatni dzwonek (The last Schoolbell)
- 1985 – Przez dotyk (By Touch)